# Austroperla cyrene
Austroperla cyrene is een steenvlieg uit de familie Austroperlidae. De wetenschappelijke naam van de soort is voor het eerst geldig gepubliceerd in 1845 door Newman.